# Sở thú Dvorec
Sở thú Dvorec (tiếng Séc: Zoo Dvorec) là một trong những sở thú (vườn thú) tuyệt vời dành cho gia đình và du khách, tọa lạc ở làng Dvorec, thị trấn Borovany, České Budějovice, Cộng hòa Séc. Sở thú Dvorec được cấp giấy phép hoạt động vào năm 2012.

## Động vật
Sở thú Dvorec là nơi sinh sống của hơn 300 động vật thuộc hơn 100 loài. Trong đó, những loài động vật nổi tiếng sinh sống tại đây bao gồm:
- Các loài động vật ăn thịt: sư tử trắng, hổ Siberi, hổ trắng Ấn Độ, báo đốm, linh cẩu đốm, gấu nâu, sói xám, chó hoang châu Phi...
- Các loài động vật thuộc bộ Linh trưởng: tinh tinh, vượn, khỉ đầu chó vàng...
- Các loài động vật ăn cỏ và có móng guốc hiếm thấy, chẳng hạn: hà mã, linh dương Eland, nai sừng tấm, lạc đà hai bướu, ngựa vằn Chapman...
- Một số loài chim: sếu vương miện xám, bồ nông trắng lớn, cò quăm trắng châu Phi, cò quăm đỏ, đà điểu Nam Mỹ lớn...

## Chương trình
Đối diện sở thú có bãi đậu xe hơi. Ngoài ra, khách tham quan có thể đến nơi đây bằng tuyến xe buýt đến Dvorec. Trạm xe buýt cách sở thú chưa đầy một km. Trong sở thú có nhiều khu vực đồ ăn, đồ giải khát và đồ lưu niệm.